# Comparettia speciosa
Comparettia speciosa är en orkidéart som beskrevs av Heinrich Gustav Reichenbach. Comparettia speciosa ingår i släktet Comparettia, och familjen orkidéer. Inga underarter finns listade i Catalogue of Life.

## Bildgalleri

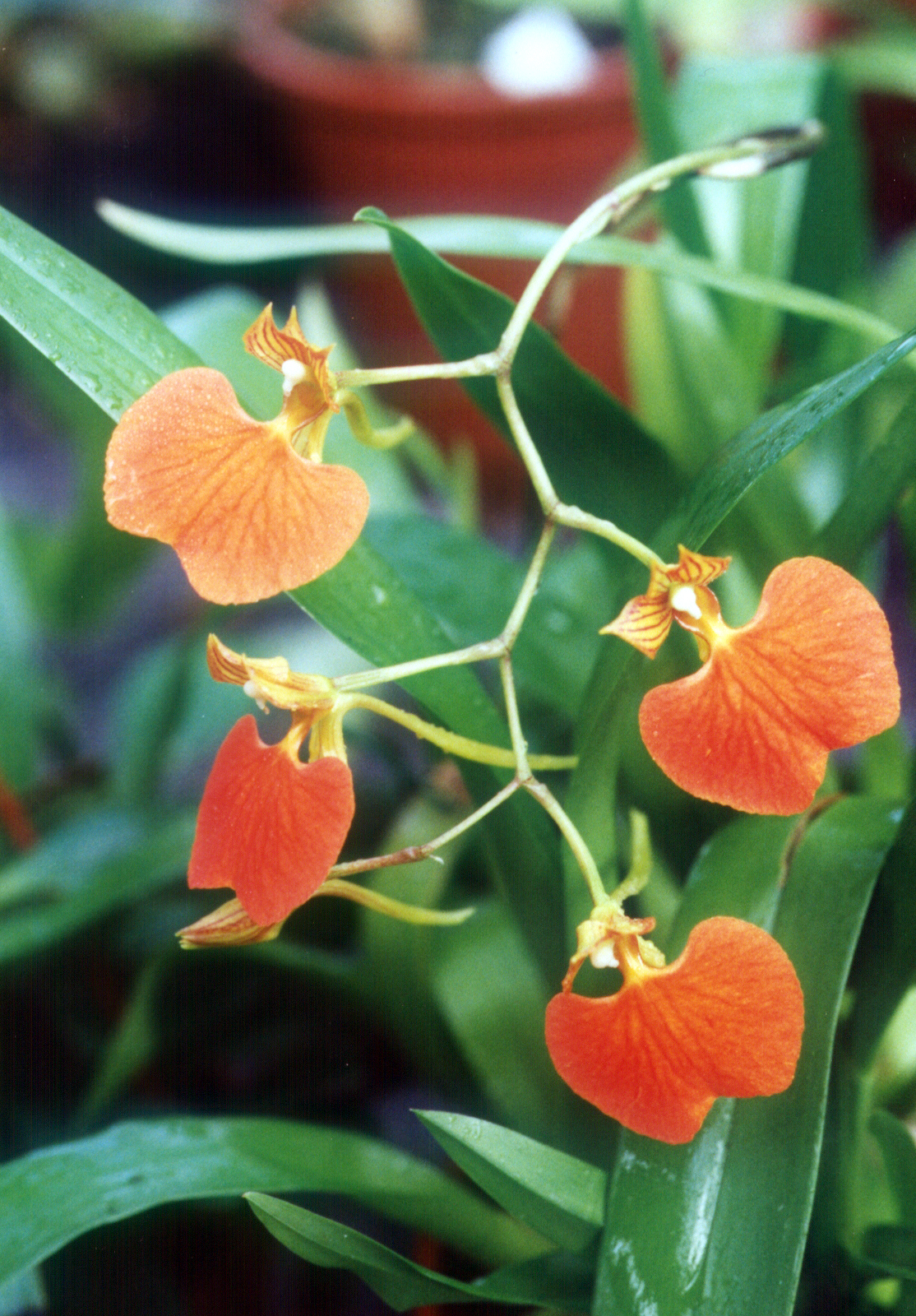
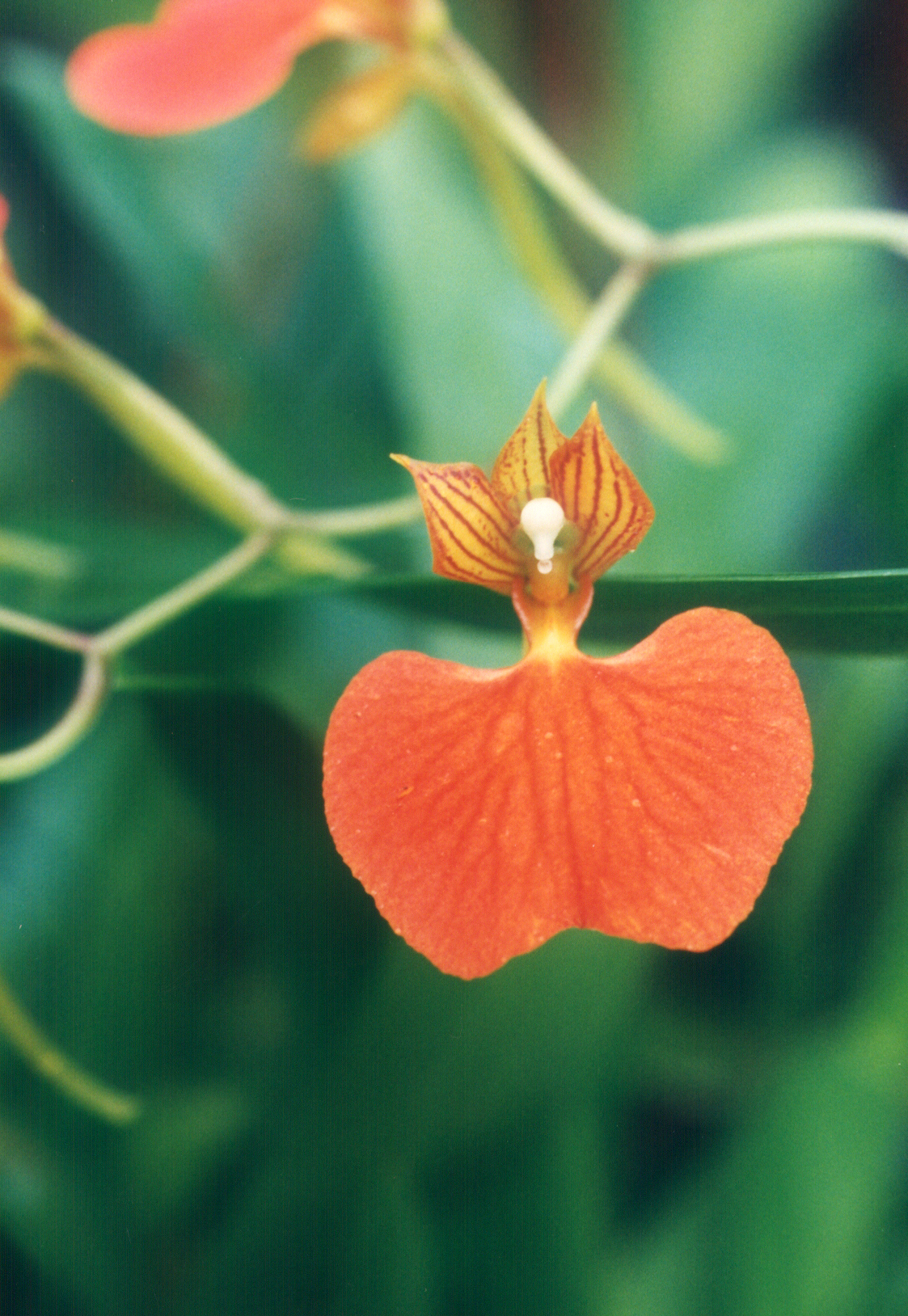
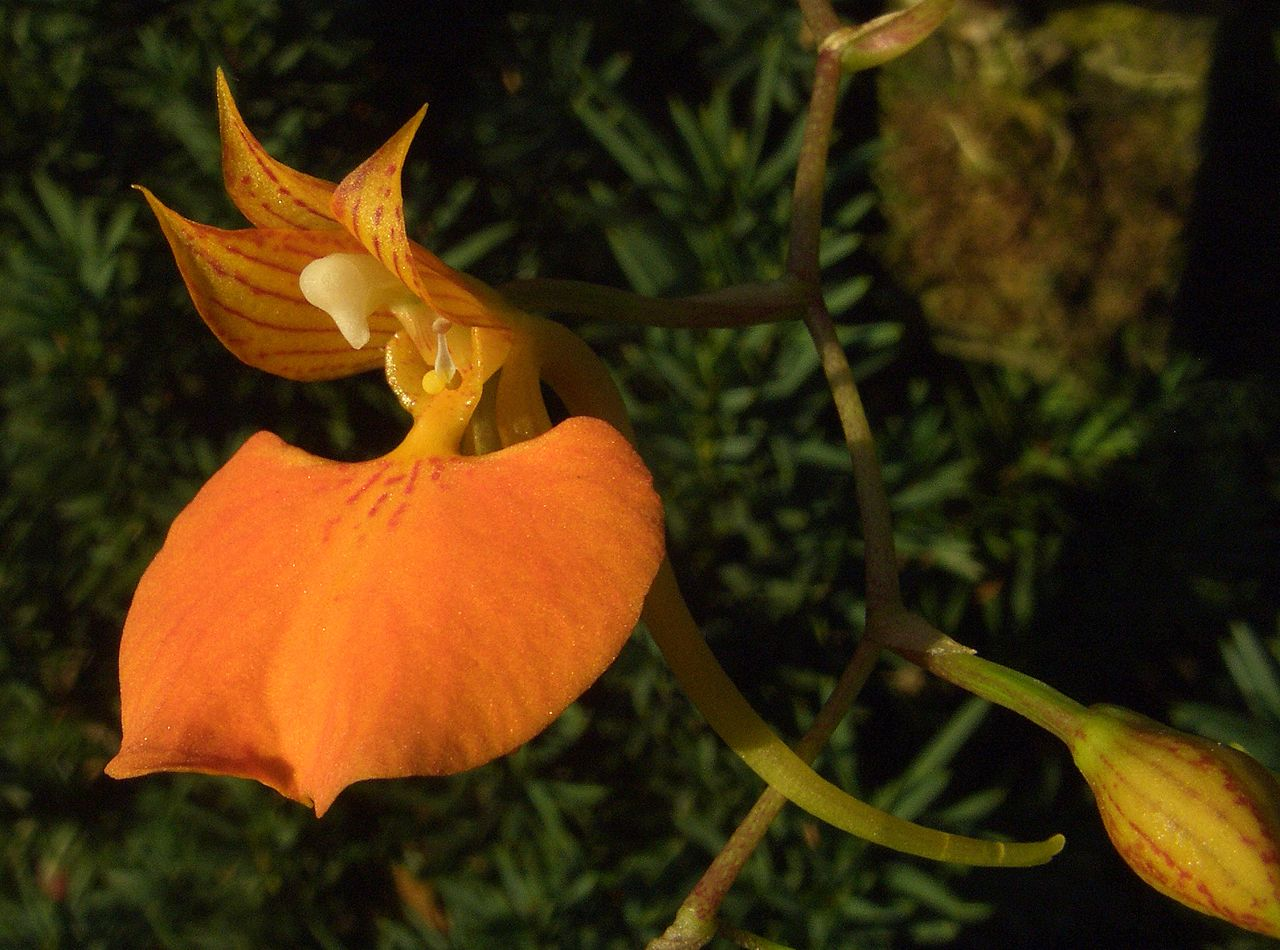
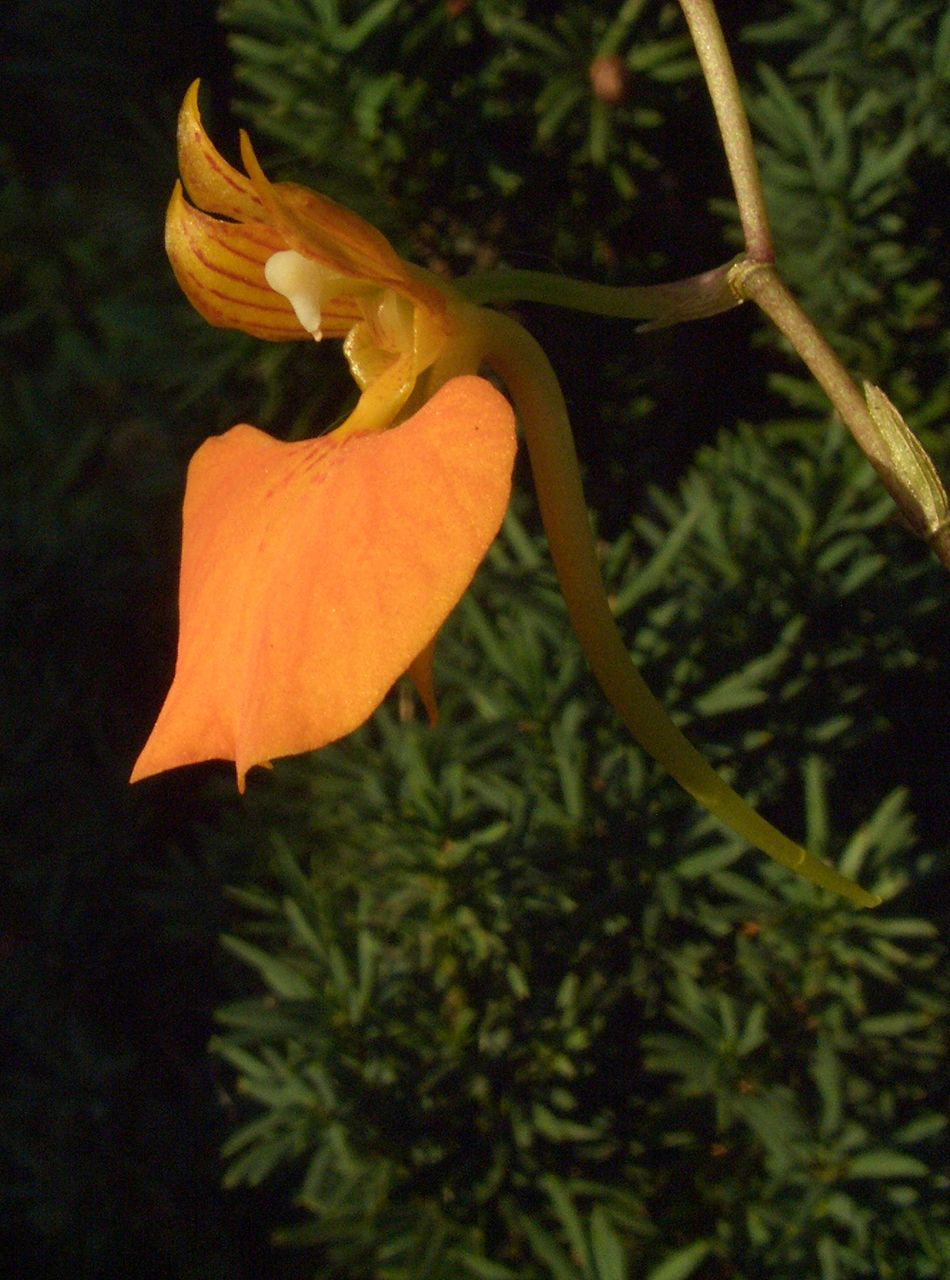